# Peter Vougt
Peter Vougt (* 12. Januar 1974) ist ein ehemaliger schwedischer Fußballspieler. Der Stürmer lief in seiner aktiven Karriere in Schweden und Deutschland auf.

## Werdegang
Vougt entstammt der Jugend des IK Brage. Für den Klub debütierte er 1990 in der Allsvenskan und löste mit seinem Treffer im Spiel gegen Halmstads BK Peter Dahlqvist, der seit 1972 den Rekord gehalten hatte, als jüngsten Torschützen der Meisterschaft ab. Dieser Rekord hatte bis 2013 bestand, als Filip Sachpekidis ihn unterbot. Trotz zwei Saisontoren musste er mit dem Klub am Ende der Spielzeit 1990 in die Zweitklassigkeit absteigen. Dort war er in der Spielzeit 1992 mit zwölf Saisontoren einer der Garanten für den Wiederaufstieg, erneut verpasste die Mannschaft jedoch den Klassenerhalt. Nach einer Spielzeit in der zweithöchsten Spielklasse, in der IK Brage den Wiederaufstieg verpasst hatte, wechselte er in die Allsvenskan.
Neuer Klub wurde ab der Spielzeit 1995 Halmstads BK. Durch einen 3:1-Erfolg über AIK gewann er im Sommer des Jahres den schwedischen Landespokal, dabei hatte er den 2:1-Führungstreffer erzielt. Im späteren Saisonverlauf verlor er jedoch seinen anfänglichen Stammplatz, als Trainer Mats Jingblad ab Herbst vor allem auf Niklas Gudmundsson als zweite Offensivspitze neben Robert Andersson setzte. Auch nach einem Trainerwechsel zu Tom Prahl vor Beginn der Spielzeit 1997 war er zunächst vornehmlich zweite Wahl, erst nach dem Wechsel Anderssons zu IFK Göteborg war er wieder Stammspieler und gewann am Saisonende mit dem Klub den Von-Rosens-Pokal für den schwedischen Meistertitel. 
Anfang 1999 verließ Vougt seinem Mannschaftskameraden Niclas Nylén folgend Schweden und schloss sich dem deutschen Klub VfB Leipzig in der Regionalliga an. Sein anderthalbjähriger Aufenthalt war jedoch glücklos und teilweise von Verletzungen überschattet, so dass er lediglich zwölf Ligaspiele bestritt. Im Sommer 2000 kehrte er daher in sein Heimatland zurück und spielte fortan für den Göteborger Klub BK Häcken in der Allsvenskan. Am Ende der Spielzeit 2001 stieg er mit dem Klub aus der ersten Liga ab, blieb ihm aber in der Superettan treu. Nachdem er in der Zweitliga-Spielzeit 2004 vornehmlich nur noch als Einwechselspieler und in der Defensive des Klubs reüssierte, wechselte er trotz angeblicher internationaler Angebote innerhalb der Liga zu Falkenbergs FF. Dort beendete er 2007 nach Ablauf seines Drei-Jahres-Kontrakts seine aktive Laufbahn.